# A Dél-afrikai Köztársaság címere

A Dél-afrikai Köztársaság címere

A Dél-afrikai Köztársaság címere egy barna színű afrikai pajzs, mely két emberalakot ábrázol. A pajzsot két oldalról búzakalászok és elefántagyarak övezik, felette pedig egy madár stilizált képe és a felkelő nap látható. Alul zöld szalagon, xhosza nyelven olvasható az ország mottója: „Ike e: ixarra i ike” (A különbözőség egyesíti a népet). A címert 2000-ben fogadták el.
Az első címert V. György brit király adományozta 1910. szeptember 17-én.

## Galéria

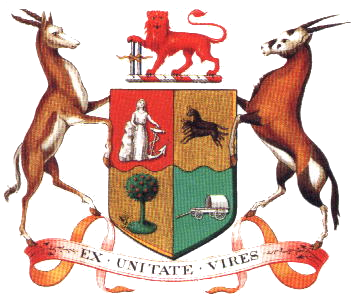
1910–1930
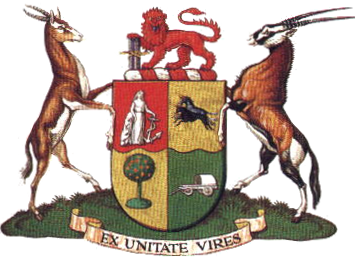
1930–1932
1930–2000
2000-